# Semipostal
Semipostales o sellos semipostales son sellos de clasificación diversa y que tienen por finalidad recaudar fondos. Entre 1951 y 1966 la UNESCO emitió una serie de 41 "estampillas de donativos." Consideradas como cinderelas, se hicieron para colectar fondos para la organización. La serie es especial al ser un esfuerzo de cooperación internacional. La mayoría está disponible de distribuidores autorizados

## La clasificación
Se reconocen cuatro grupos de estampillas semipostales, cada una con una diversidad de etiquetas
1. Estampillas y bandeletas de colecciones de propósitos específicos
2. Estampillas de membresía de asociaciones, fundaciones, sindicatos y partidos
3. Estampillas de cooperación
4. Estampillas sindicales
5. Estampillas de clubes

Estampillas de membresía, cooperativa y de clubes constituyen  divisiones específicas. Las colecciones voluntarias difieren de esta última en términos de participación.
Una división adicional de estampillas semipostales y bandeletas se propone a continuación:
1. Caridad
2. Militar
3. Ayuda y colaboración internacionales
4. Ayuda y asistencia al estado y otros estamentos de control público
5. Ayuda a organizaciones religiosas
6. Ayuda a organizaciones y partidos políticos
7. Ayuda a minorías, minorías nacionales y sus organizaciones

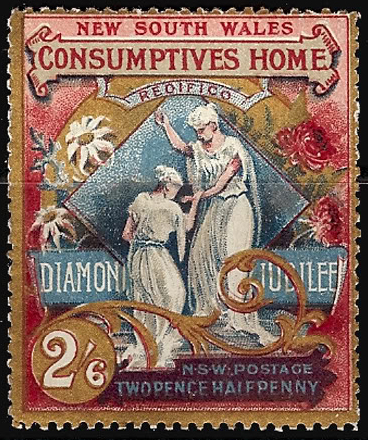
New South Wales Australia, 1897
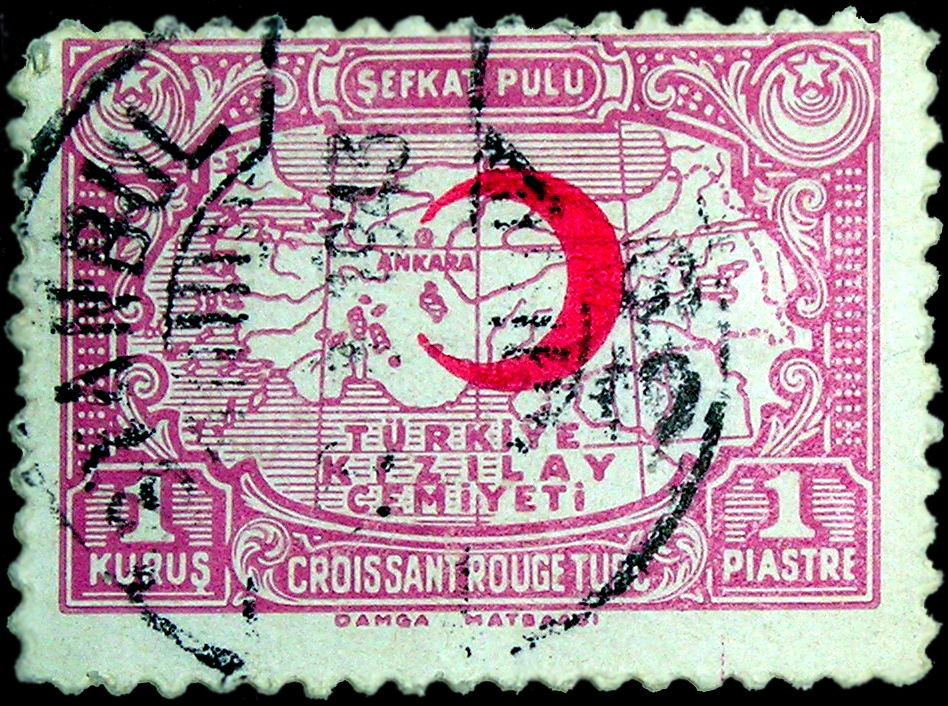
Cruz roja turca,  1928
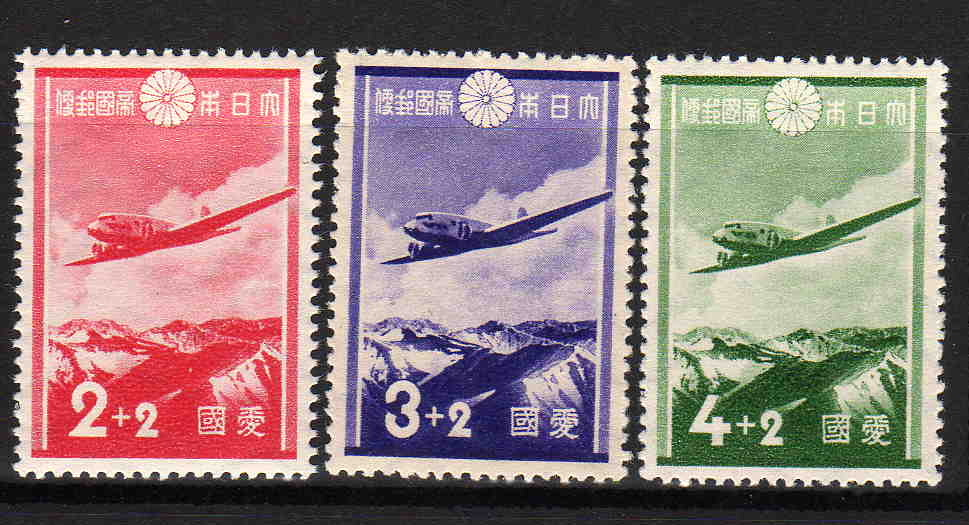
Japón 1937
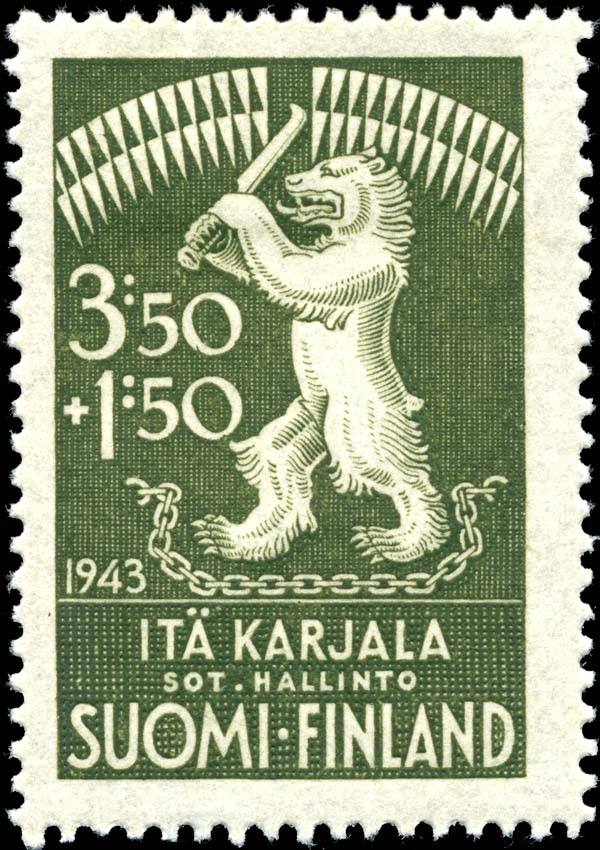
Carelia 1943
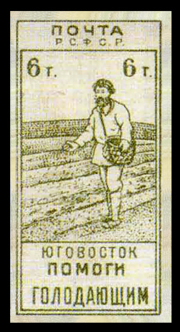
RSFSR 1922, ayuda contra el hambre
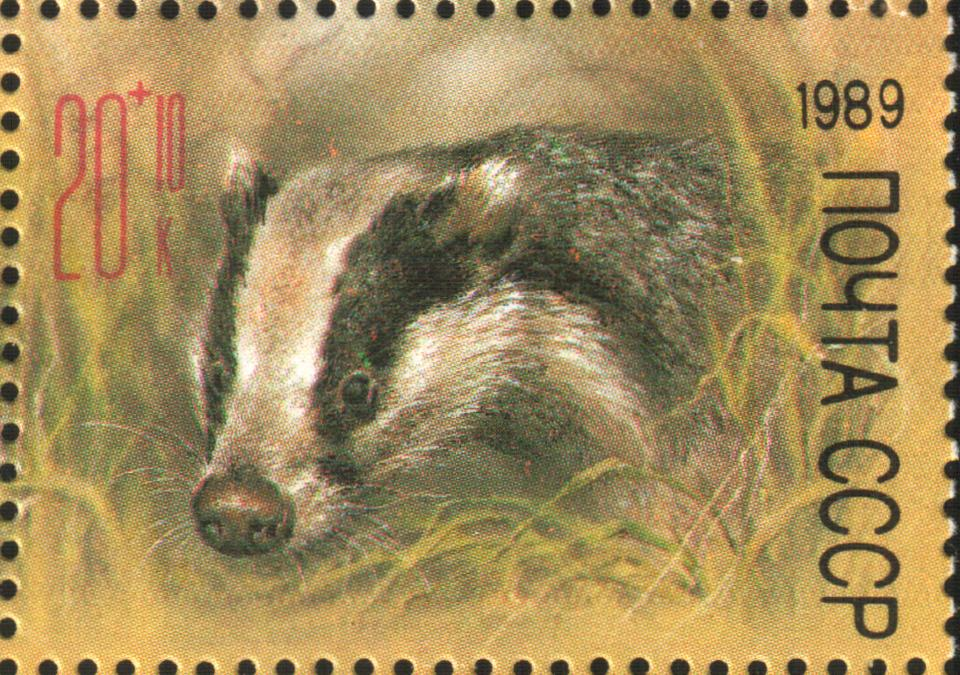
Rusia 1989
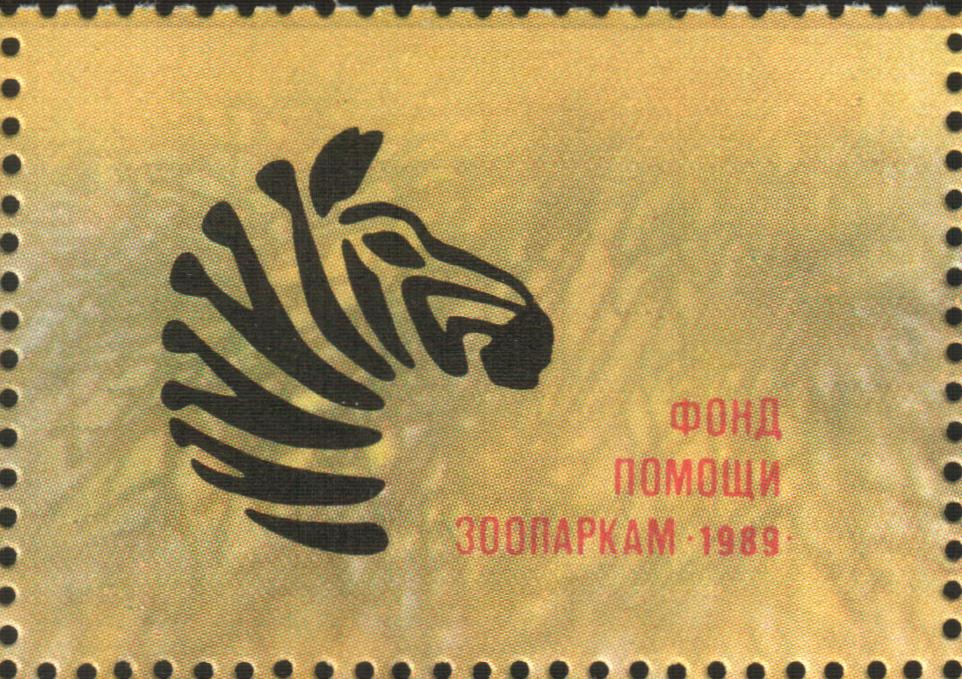
bandeleta emblema de la Fundación de Ayuda a los Zoológicos rusa
Olimpiada de Munich 1972
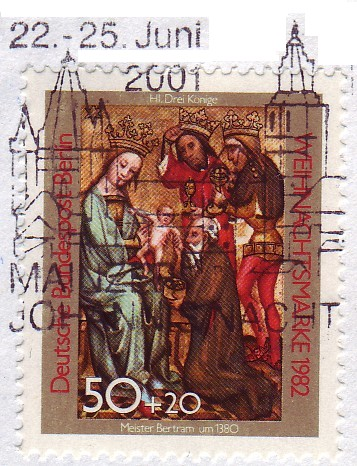
Alemania 1982, Navidad
FIFA WM 2006, Alemania